# حباب (فیلم ۲۰۲۲)
حباب (به انگلیسی: The Bubble) فیلمی محصول سال ۲۰۲۲ و به کارگردانی جاد اپتاو است. در این فیلم بازیگرانی همچون کارن گیلان، اریس اپتاو، فرد ارمیسن، ماریا باکالوا، دیوید دوکاونی، کیگان-مایکل کی، لزلی من، کیت مک‌کینون، پدرو پاسکال، پیتر سرافیناویچ، گاز خان، ماریا بمفورد، ویر داس، راب دلینی، دونا ایر، بک هانسن و دیزی ریدلی ایفای نقش کرده‌اند.